# Symphonia Colonialis
Symphonia Colonialis è un film del 1991 diretto da Georg Brintrup. Si tratta di una pellicola sulla musica classica brasiliana. Il film esplora i confini tra un documentario musicale e una biografia immaginaria.

## Trama
Nell’archivio dell’Orquesta Ribeiro Bastos viene ritrovata una scatola piena di documenti inesplorati, risalenti al ’700, quando il Brasile era ancora una colonia della corona portoghese. In vista della scoperta, un giovane musicologo si reca nella cittadina di São João del Rei, nello stato brasiliano del Minas Gerais, dove ha sede l’orchestra. Essa è composta soprattutto da musicisti amatoriali mulatti, i cui antenati erano schiavi, e ha una tradizione risalente ormai a più di duecento anni fa.
Nei documenti alcuni membri di una compagnia d’opera, venuta da Napoli in Brasile, per presentare Nina, pazza per amore di Giovanni Paisiello, descrivono il loro viaggio e l’incontro e la collaborazione con un compositore di nome Antônio Francisco da Cunha, un mulatto di São João del Rei. Egli, già da ragazzo, aveva potuto, grazie al suo grande talento musicale, approfittare di una legge particolare del Minas Gerais, per ottenere la cosiddetta “carta do alforia”, una lettera che gli garantiva la liberazione dalla schiavitù. Ammesso come membro in una confraternita di ex schiavi, il giovane Antônio Francisco da Cunha ebbe la possibilità di perfezionare il suo talento e diventare uno dei più importanti compositori di musica barocca dello Stato di Minas Gerais.
Dai documenti risulta, inoltre, che il compositore coltivava un’amicizia stretta con il poeta Claudio Manuel Rezende, sostenitore dell'“Inconfidencia Mineira”, un movimento clandestino di indipendenza. Per avergli dato protezione in casa propria, Antônio Francisco venne accusato di simpatizzare col movimento, che lottava, tra l’altro, per l’abolizione della schiavitù. Il poeta venne catturato ed impiccato, mentre Antônio Francisco, per merito della sua fama, fu amnistiato. Però da quel momento un pensiero non gli diede più pace: quello di continuare ad essere schiavo della corona di Portogallo, nonostante il suo affrancamento dalla schiavitù. Con il vivo ricordo delle sue origini, si ritirò e compose un famoso Te Deum. La musica divenne per lui l’unica vera strada per la libertà.

## Retroscena
Il film, che segue la forma di un essay cinematografico, dà una visione del retroscena della musica classica brasiliana, riscoperta dalla ricerca soltanto negli anni 1940, grazie al musicologo tedesco-uruguaiano Francisco Curt Lange (1903–1997). (1903–1997).
La trama del film segue due linee parallele in due epoche diverse:
1. il lavoro dell’Orquestra Ribeiro Bastos[2] prima e durante la Settimana Santa del 1991 a São João del Rei;
2. la rappresentazione della biografia immaginaria del mulatto Antônio Francisco da Cunha - dalla schiavitù all'ascesa come compositore di musica sacra classica durante il passaggio dal ‘700 al ‘800.[3]

La biografia immaginaria di Antônio Francisco da Cunha è stata costruita usando elementi ed episodi tratti da diverse biografie di compositori brasiliani dell’epoca d’oro della musica barocca del Minas Gerais: João de Deus de Castro Lobo (1794–1832), José Joaquim Emerico Lobo de Mesquita (1746–1805), Ignácio Parreiras Neves (1730?–1794), Francisco Gomes da Rocha (1754?–1808), Marcos Coelho Neto (1763–1823), José Maurício Nunes Garcia (1767–1830) e Antônio dos Santos Cunha (1800–1822).
Le scene storiche del film sono state girate in gran parte a Tiradentes, non lontano da São João del Rei.

## Distribuzione
La prima brasiliana del film Symphonia Colonialis è avvenuta nell’ottobre del 1991 durante il XV São Paulo International Film Festival La prima trasmissione televisiva in Germania risale al 1 ottobre 1991 nel SWF. Il HR ha trasmesso il film il 30 agosto 1992 e nel marzo del 1995. Durante il „Festival del XVIII secolo“ a Lecce il film è stato proiettato il 25 maggio 2010.